# ابلونی
ابلونی (انگلیسی: Abalone؛ ‎i‎/ˈæbəloʊniː/‎ یا ‎/ˌæbəˈloʊniː/‎) یک نام رایج برای هر کدام از گروه‌های کوچک تا خیلی بزرگ نرم‌تنان شکم‌پای دریایی در خانوادهٔ گوش‌دریاها است.